# アンドレイ・カズショナク
アンドレイ・カズショナク（Andrei Kazusionak　1984年1月15日- ）はベラルーシのバブルイスク出身の柔道選手。階級は90kg級。身長185cm。

## 人物
2002年のヨーロッパジュニア81kg級で3位になった。2004年のヨーロッパジュニア90kg級でも3位だった。2005年の世界選手権では銅メダルを獲得した。2008年のヨーロッパ選手権では3位になるが、北京オリンピックでは7位だった。2009年のヨーロッパ選手権では優勝を飾った。2012年のヨーロッパ選手権では3位だったが、ロンドンオリンピックには出場できなかった。

## 主な戦績
- 2002年 - ヨーロッパジュニア　81kg級　3位
- 2004年 - ヨーロッパジュニア　3位
- 2005年 - 世界選手権　3位
- 2005年 - U23ヨーロッパ選手権　優勝
- 2006年 - 嘉納杯　3位
- 2008年 - ヨーロッパ選手権　3位
- 2008年 - 北京オリンピック　7位
- 2009年 - ワールドカップ・ブダペスト　優勝
- 2009年 - ヨーロッパ選手権　優勝
- 2009年 - グランドスラム・モスクワ　2位
- 2012年 - ヨーロッパ選手権　3位